# リクルートメディアコミュニケーションズ
株式会社リクルートメディアコミュニケーションズ(RECRUIT MEDIA COMMUNICATIONS CO.,LTD. )はリクルートグループの広告制作会社である。
1971年5月に設立され、2002年4月にリクルートのメディア制作局と株式会社リクルートコンピュータパブリシングのジョイントにより新会社・リクルートメディアコミュニケーションズが設立された。RMCと略して呼ばれることが多い。
本社は、東京都中央区勝どき1-13-1　イヌイビル・カチドキに置き、全国では札幌／仙台／名古屋／大阪／広島／岡山／高松／福岡 に支社を持つ。
代表取締役社長は、中道 康彰
従業員は、1,061名（社員：491名　契約社員：324名　アルバイト：246名／2010年4月） 
2012年10月1日リクルートコミュニケーションズに社名変更の後、2020年4月1日リクルートに吸収合併されて消滅した。 

## 関連企業
- リクルート
- リクルートマネジメントソリューションズ
- リクルートエージェント（転職人材斡旋）
- リクルートHRマーケティング
- リクルートスタッフィング（人材派遣会社）
- ガーディアンガーデン（ギャラリー）

他